# Gran Teatro Falla
 (juin 2023).
Le Gran Teatro Falla est un théâtre de la ville espagnole de Cadix, en Andalousie. 

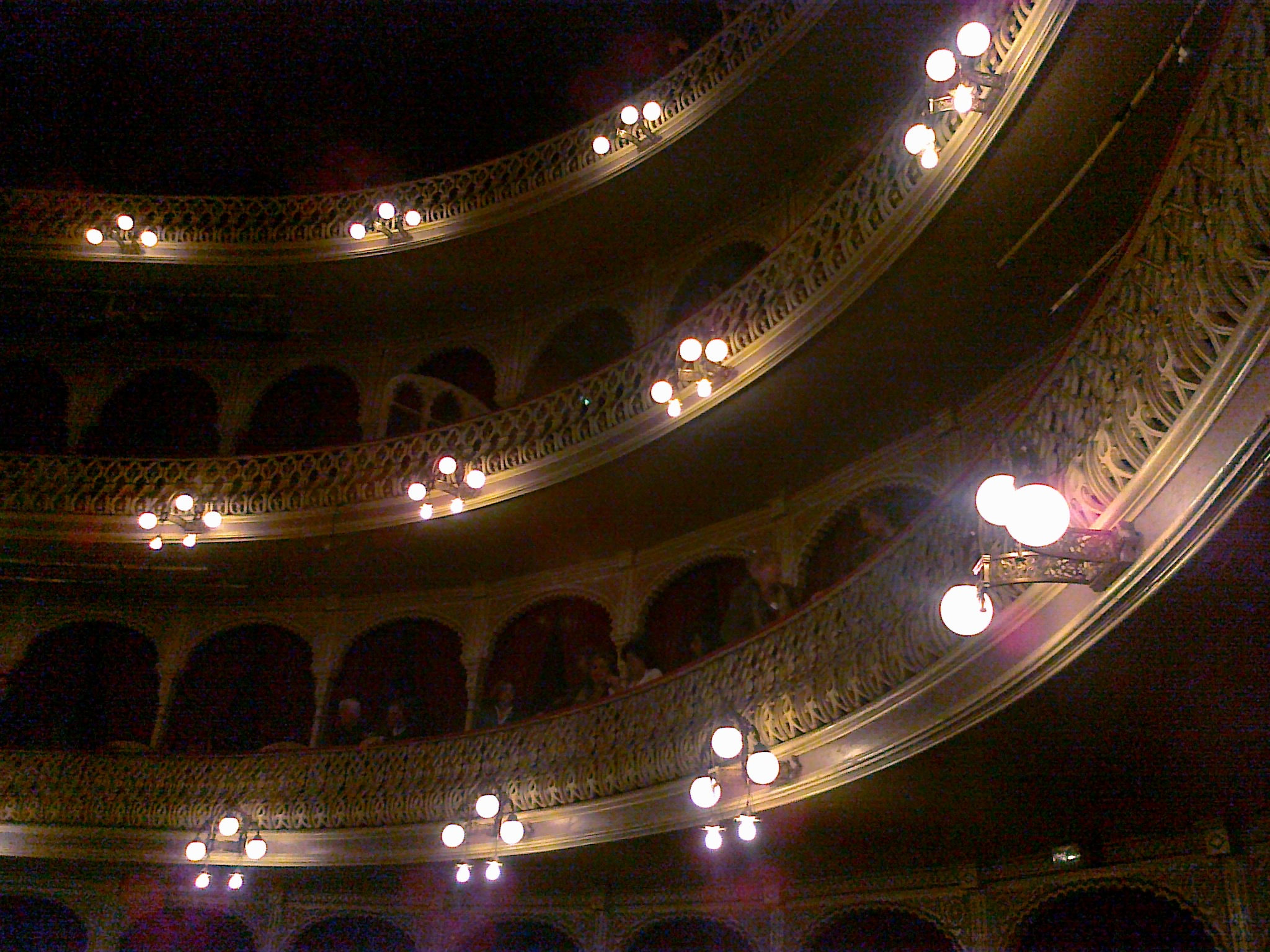
Intérieur du théâtre.

Il a été construit à partir de 1905.  
Le 12 janvier 1910 il a été inauguré avec l'interprétation d'une symphonie de Barbieri, en présence du maire de Cadix. Jusqu'en 1926 il s'est appelé Grand Théâtre, puis Grand Théâtre Falla en l'honneur du compositeur né dans la ville, Manuel de Falla. 
En 1984 les architectes Rafael Otero et José Antonio Carvajal ont restauré le bâtiment.
De style néo-mudéjar, il est bâti en brique rouge, et il présente trois grandes portes en arc sur sa façade principale. Il a une capacité de 1214 spectateurs.
Tous les ans au mois de février s'y célèbre le Concours de Groupements du Carnaval de Cadix, où les divers groupes carnavalesques montrent tout leur art et originalité. Le Grand Théâtre Falla est aussi un des sites des divers festivals célébrés dans la ville.
En 2010, pour son centenaire, ont été réalisés diverses activités commémoratives.